# Ruth Nussenzweig
Ruth Sonntag Nussenzweig (Viena, 20 de junho de 1928 – Nova Iorque, 1 de abril de 2018) foi uma médica e pesquisadora na área de parasitologia e imunologia, conhecida em especial por sua pesquisa sobre vacinas para malária.
Recebeu a Ordem Nacional do Mérito Científico em 1998 pela sua contribuição à ciência.

## Biografia
Ruth nasceu em Viena, em 1928. De origem judaica, era filha de Eugenia e Baruch Sonntag, ambos médicos. Junto da família, aos 11 anos de idade, emigrou para o Brasil em 1939 depois de anexação da Áustria pela Alemanha Nazista e a família se estabeleceu em São Paulo.
Sua vinda para o Brasil, foi feita em conjunto com um grupo de imigrantes que ficou conhecido como  "Judeus do Vaticano" que vieram para o Brasil durante o vigência do Governo de Getúlio Vargas, através de um acordo entre o Brasil e o Vaticano.
Em 1948, ingressou na Escola de Medicina da Universidade de São Paulo (USP). Lá conheceu seu futuro marido, o também estudante de medicina, Victor Nussenzweig, com quem teve três filhos,  Michel, Imunologista da Universidade de Rockefeller nos Estados Unidos, André Nussenzweig, Pesquisador do Instituto Nacional de Cancer, também nos Estados Unidos e Sonia Nussenzweig, Professora de Antropologia e Política de São Paulo. Ainda durante a graduação, ela trabalhou com o professor de parasitologia, Samuel Pessoa, e em colaboração com seu futuro marido, começou a pesquisar sobre a transmissão da doença de Chagas por transfusão de sangue.
Ainda durante a graduação, ela trabalhou com o professor de parasitologia, Samuel Pessoa, e em colaboração com seu futuro marido, começou a pesquisar sobre a transmissão da doença de Chagas por transfusão de sangue.
Em 1952, Ruth e Victor se casaram no civil na biblioteca da Faculdade de Medicina da USP, formando-se no ano seguinte e se tornando professores associados da universidade, ao mesmo tempo em que desenvolviam seus doutorados.

## Carreira
Pesquisando a transmissão da doença de Chagas, a intenção original do grupo era de encontrar uma cura para o câncer através do uso do Trypanosoma cruzi, agente da doença de Chagas, técnica reportada com sucesso anteriormente por dois cientistas russos. Entretanto, eles falharam em reproduzir os resultados do artigo, mas descobriram que a adição de violeta de genciana ao sangue contaminado por T. cruzi previne a transmissão da doença.
Ruth ingressou como professora assistente de parasitologia na USP em 1954. Por dois anos, eles estudaram na França, onde ela fez seu pós-doutorado em bioquímica pelo Collège de France, retornando ao Brasil em 1960 para trabalhar na Escola Paulista de Medicina no Departamento de Microbiologia com o Professor Otto Bier. Logo perceberam que o país não lhes fornecia as condições para trabalho e pesquisa. Tentaram ingressar nos Estados Unidos, mas as inclinações esquerdistas de Victor, que foram militante do Partido Comunista foram uma barreira.
Ruth e Victor finalmente conseguiram uma bolsa para trabalhar numa instituição americana, a Universidade de Nova York (NYU ), que lhes parecia oferecer melhores oportunidades de pesquisa. Lá começaram a trabalhar com os professores Baruj Benacerraf e Zoltan Overy. Em 1964, Ruth tentou voltar para São Paulo e para a USP, mas com o clima político no Brasil do Golpe Militar, ela e seu marido voltaram para a Universidade de Nova York, onde foi nomeada professora auxiliar em 1965.
Em 1968, tornaria-se professora associada e em 1972, professora doutora da UNY. em 1976, tornou-se professora titular e chefe da divisão de Parasitologia do Departamento de Microbiologia, e, em 1984, Professora Titular do Departamento de Parasitologia Médica e Molecular. Em 1976, ela se tornou chefe de Parasitologia da Faculdade de Microbiologia e é CV Professor Starr de Molecular e Parasitologia Médica. Em 1983, foi professora visitante na Escola de Saúde Pública da Universidade de Harvard.

## Pesquisa
Ruth trabalhava desde a década de 1960 com pesquisa para o desenvolvimento de vacinas contra a malária. Na época, acreditava-se que buscar uma vacina contra a doença era uma causa perdida, porém ela encontrou um artigo de um cientista inglês feito na década de 20 que mencionava a variante aviária da malária. Eles observaram que a exposição de esporozoítos à radiação ultravioleta eliminou sua toxicidade em patos.
Ruth repetiu as experiências com sucesso em ratos, usando esporozoítos irradiados com raios-X, e posteriormente testou o modelo em macacos. Os experimentos evoluíram para voluntários humanos (prisioneiros) usando mosquitos infectados com Plasmodium falciparum, e foram bem-sucedidos. A vacina, no entanto, só foi eficaz contra os parasitas da malária na fase esporozoítos.
A vacina desenvolvida com base nessa pesquisa foi testada em ensaios de campo na África (2011), alcançando o grau de proteção de 30 a 50%, mas são necessárias duas doses de vacinação e imunização protege contra reinfecção por apenas 18 meses, o que inviabiliza o uso em regiões endêmicas. Junto do marido também trabalhou no desenvolvimento de vacinas contra  Plasmodium vivax , que é prevalente na Amazônia, na América Central e na Ásia.

## Morte
Ruth sofrera uma queda que levou a uma fratura alguns anos antes, o que a deixou com a saúde debilitada. Ela estava internada em Nova Iorque e morreu no dia 1 de abril de 2018, aos 89 anos, devido a uma embolia pulmonar.

## Prêmios e associações
- Prêmio Wadsworth do Departamento de Saúde do Estado de Nova York, 1980.
- Cientista Feminina de Destaque, AWIS - Metropolitan New York Chapter, 1983.
- Membro honorária da Royal Society of Tropical Medicine desde 1984.
- Prêmio Paul Ehrlich e Ludwig Darmstaedter, 1985.[11]
- Prêmio Carlos J. Finlay da UNESCO junto de seu marido Victor Nussenzweig, 1985.
- Prêmio Abraham Horwitz da Organização Pan-Americana de Saúde,  1985.
- Medalha de bronze - Women's Zionist Organization, 1985.
- Prêmio Denis Thienpont da Academia Real de Medicina da Bélgica, 1988.
- Medalha Joseph Augustin Le Prince - Sociedade Americana de Medicina Tropical e Higiene, 1997.
- Grã-Cruz da Ordem Nacional do Mérito Científico, 1998.
- Membro da Academia Brasileira de Ciências desde 1998.[8]